# José María Mateos
José María Mateos Larrueca (Bilbao, 31 marzo 1888 – Bilbao, 22 dicembre 1963) è stato un allenatore di calcio spagnolo.

## Carriera
Mateos fu commissario tecnico della Spagna dal 1922 al 1933. Nella sua carriera guidò la Nazionale spagnola in 23 partite.